# Campeonato Africano de Atletismo de 2024 - 20 km marcha atlética feminina
A prova da marcha atlética 20 km feminina do Campeonato Africano de Atletismo de 2024 foi disputada no dia 25 de junho, no Estádio de Japoma, em Duala, nos Camarões.

## Recordes
Antes desta competição, os recordes mundiais e do campeonato nesta prova eram os seguintes:
|                       | Nome               | Nacionalidade | Tempo      | Local     | Data                |
| --------------------- | ------------------ | ------------- | ---------- | --------- | ------------------- |
| Recorde mundial       | Yang Jiayu         | China         | 1h 23m 49s | Huangshan | 20 de março de 2021 |
| Recorde do campeonato | Grace Wanjiru Njue | Quênia        | 1h 30m 43s | Durban    | 26 de junho de 2016 |
| Recorde africano      | Grace Wanjiru Njue | Quênia        | 1h 30m 40s | Nairóbi   | 6 de junho de 2018  |

## Medalhistas
| Ouro                   | Prata            | Bronze                    |
| Sintayehu Masire (ETH) | Souad Azzi (ALG) | Margret Gati Chacha (KEN) |

## Cronograma
Todos os horários são locais (UTC+1).
| Data        | Hora  | Evento |
| ----------- | ----- | ------ |
| 25 de junho | 07:00 | Final  |

## Resultado final
A final ocorreu dia 25 de junho às 07:15 
| Posição           | Atleta              | Nacionalidade | Tempo   | Notas |
| ----------------- | ------------------- | ------------- | ------- | ----- |
| Medalha de ouro   | Sintayehu Masire    | Etiópia       | 1:37:46 |       |
| Medalha de prata  | Souad Azzi          | Argélia       | 1:40:36 |       |
| Medalha de bronze | Margret Gati Chacha | Quênia        | 1:41:19 |       |
| 4                 | Wubalem Shugute     | Etiópia       | 1:42:41 |       |
| 5                 | Marissa Swanepoel   | África do Sul | 1:46:25 |       |
| 6                 | Jessica Groenewald  | África do Sul | 1:48:58 |       |
| 7                 | Melissa Touloum     | Argélia       | 1:48:58 |       |
| 8                 | Hamadou Takio       | Camarões      | 1:59:49 |       |
| 9                 | Alem Tafes          | Etiópia       | DNF     |       |

Legenda
| Recorde mundial       | Recorde mundial (World record)               |                       | Recorde africano                      | Recorde africano (African) |                                           | Q | Classificado por posição (Qualified) |
| Recorde do campeonato | Recorde do campeonato (Championship record)  | Recorde da América    | Recorde da América (Americas)         | q                          | Classificado por melhor tempo (Qualified) |   |                                      |
| Melhor marca do ano   | Melhor marca do ano (World leading)          | Recorde asiático      | Recorde asiático (Asian)              | DNS                        | Não largou (Did not start)                |   |                                      |
| Recorde nacional      | Recorde nacional (National record)           | Recorde europeu       | Recorde europeu (European)            | DNF                        | Não terminou (Did not finish)             |   |                                      |
| Recorde pessoal       | Recorde pessoal do atleta (Personal best)    | Recorde da Oceania    | Recorde da Oceania (Oceania)          | DSQ / DQ                   | Desclassificado (Disqualified)            |   |                                      |
| Recorde da temporada  | Recorde da temporada do atleta (Season best) | Recorde sul-americano | Recorde sul-americano (South America) | NM                         | Sem marca (No mark)                       |   |                                      |